# Жовтогорлик панамський
Жовтогорлик панамський (Geothlypis chiriquensis) — вид горобцеподібних птахів родини піснярових (Parulidae). Поширений в Центральній Америці.

## Назва
Українська назва виду посилається на країну Панама, а латинська назва chiriquensis — на панамську провінцію Чирикі. Обидві назви вказують на типове місцезнаходження виду.

## Поширення
Вид поширений на заході Панами та сході Коста-Рики. Середовищем розмноження є болота та інші вологі місця з густою низькою рослинністю.

## Опис
Птах має зеленувато-жовтий верх і яскраво-жовтий низ із переважно чорним дзьобом. Дорослі самці мають чорну лицьову маску розширену до чола й оточену сірою смугою. Самиця схожа, але не має чорної маски та має тьмяніший колір, із змінною кількістю сірого на голові (часто його практично немає), жовтуватими очима та жовтуватою смугою, що тягнеться від дзьоба до очей.

## Спосіб життя
Зазвичай спостерігається парами, і не асоціюється з іншими видами. Харчується комахами, зокрема гусеницями, бабками, кониками та жуками, а також павуками, яких зазвичай ловить у густій рослинності.